# Marzio Milesi
Marzio Milesi Sarazani est un poète et érudit né à Rome vers 1570 et mort dans la même ville en février 1637.

## Historien et chercheur
Marzio Milesi est issu d'une famille romaine aisée, d'origine bergamasque ; Sarazani est le nom de sa mère. Il poursuit des études de droit puis se consacre à l'étude de textes historiques, s'intéressant notamment à l'archéologie chrétienne. Il publie ainsi une importante enquête sur les bâtiments paléochrétiens de Rome et sur diverses églises. Son travail le plus notable est publié à titre posthume en 1638 : il s'agit d'une édition des œuvres du pape Damase Ier, sous le titre latin S. Damasi papae opera quae extant et vita ex codicibus mss. cum notis Martii Milesii Sarazanii.

## Poète et critique d'art

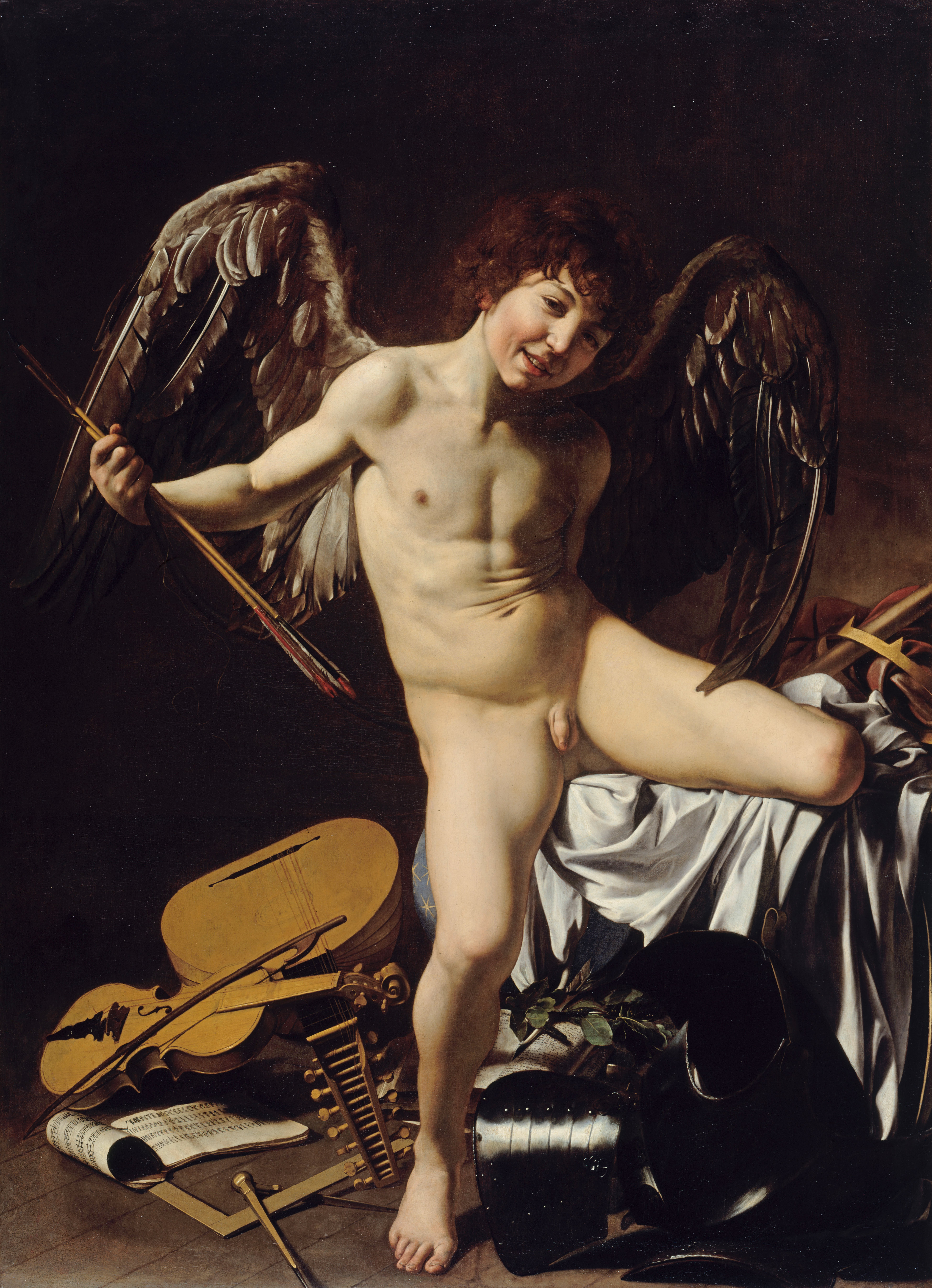
L'Amour victorieux de Caravage (1601-1602) fait l'objet d'un madrigal de Milesi.

Outre son travail de recherche érudite, Milesi produit des poèmes en latin (Tiberis inundationibus collectanea) et en italien. Proche des milieux artistiques romains, il dédie des épigrammes à divers peintres importants du moment comme Annibale Carracci ou bien les frères Giovanni et Cherubino Alberti ; mais c'est surtout pour sa proximité avec Michelangelo Merisi dit « Caravage » qu'il reste connu. En effet, il lui consacre de nombreux poèmes louangeurs, dont l'un porte sur L'Amour victorieux peint pour le marquis Giustiniani, et un autre constitue une épitaphe qui apparente Caravage à Icare, mort brûlé par la proximité du soleil,. Il est même possible qu'il ait aidé Caravage à se sortir de différents démêlés juridiques.
Milesi produit aussi des textes d'analyse de la peinture et de certaines œuvres d'art, notamment les antiques Noces aldobrandines découvertes en 1601. Il constitue tout au long de sa vie une bibliothèque remarquable dotée de 1 300 livres et de nombreux manuscrits ; il établit également un véritable musée personnel où il collecte des objets d'art et des antiquités.